# シンワ (製紙業)
シンワ株式会社は、愛媛県四国中央市妻鳥町に本社を置く不織布メーカーである。

## 概要
1947年に水引などの祝儀用紙加工品生産からスタートした。1966年に不織布の生産を開始し、以来、5種類の不織布（レジンボンド不織布、サーマルボンド不織布、スパンレース不織布、スパンボンド不織布、ナノファイバー不織布）を製造している。
1987年に国内初となる本格的スパンレース不織布生産と、サーマルボンド不織布生産、1995年にオレフィン系複合スパンボンド不織布の生産を開始したのに続き、2000年には植物由来の原料を使用したスパンボンド不織布の生産を、2008年にはナノファイバー不織布の生産を開始した。

## 事業所
- 本社・工場 - 愛媛県四国中央市妻鳥町249-2
- 東京営業所 - 東京都千代田区神田相生町1番地 秋葉原センタープレイスビル11F
- 大阪営業所 - 大阪府大阪市中央区南本町3-2-1 鈴木康ビル5F
- 名古屋営業所 - 愛知県名古屋市中区錦2丁目4番3号 錦パークビル6F
- 福岡営業所 - 福岡市博多区博多駅南3-22-2 第5大西ビル2F
- 三豊工場 - 香川県三豊市豊中町上高野4150

## 沿革
- 1947年 - 井上高一商店を創業。
- 1966年 - 不織布事業に進出、1号機（レジンボンド）を導入。
- 1972年 - 2号機（レジンボンド）を設置。大阪営業所を開設。
- 1973年 - 「シンワ株式会社」に社名変更。
- 1981年 - 3号機（レジンボンド）を設置。東京営業所を開設。
- 1987年 - 4号機（サーマルボンド）、5号機（スパンレース）を設置。
- 1989年 - 東京メディカル株式会社を設立。
- 1994年 - 山東新和制衣有限公司 設立
- 1995年 - シンテック株式会社を設立。スパンボンドの生産開始。
- 1998年 - 名古屋営業所、福岡営業所を開設。
- 1999年 - 山東新和制衣有限公司、新工場完成。
- 2001年 - 6号機（スパンレース）を設置
- 2002年 - ISO9001認証取得
- 2004年 - ISO14001認証取得
- 2005年	- シンテック株式会社を吸収合併。
- 2006年	- 国内全拠点でのISO9001、ISO14001認証取得完了。
- 2008年	- ナノファイバー不織布の開発開始。
- 2010年	- 山東新高工業有限公司を開業。
- 2011年	- 紙製品販売事業を終了。
- 2012年	- 山東真和電子科技有限公司を開業。
- 2014年 - PT．SHINWA　NONWOVENS INDONESIAを開業。
- 2019年 - 東レなどと協力し、高い通気性と放射性物質に対する安全性を両立させた防護服を開発し商品化[2]。

## 関連会社
- 東京メディカル株式会社（不織布製医療・食品・生活関連用品の製造・販売・輸出入）
- 山東新和制衣有限公司
- 山東真和電子科技有限公司
- 山東新高工業有限公司
- PT.SHINWA NONWOVENS INDONESIA